# Heraclia campala
Heraclia campala är en fjärilsart som beskrevs av Embrik Strand 1912. Heraclia campala ingår i släktet Heraclia och familjen nattflyn. Inga underarter finns listade i Catalogue of Life.